# Yohan Hwang
Yohan Hwang, nombre de nacimiento Hwang Yohan (coreano hangul: 황요한), nació el 27 de noviembre de 1995 en Goyang, Gyeonggi, Corea del Sur. Es un cantante del sello discográfico Star Music después de haber ganado en la primera temporada de I Love OPM en Filipinas.

## Filmografía

### TV shows
- 2016: I Love OPM
- 2016: Umagang Kay Ganda
- 2016: Tonight With Boy Abunda
- 2016: Gandang Gabi Vice
- 2016: Magandang Buhay
- 2016: It's Showtime